# Angela Ferrari
Angela Ferrari (* 30. Januar 1961 in Locarno) ist eine Schweizer Sprachwissenschaftlerin und ordentliche Professorin für italienische Linguistik an der Universität Basel.

## Leben
Angela Ferrari studierte zunächst französische und dann italienische Sprach- und Literaturwissenschaft an der Universität Genf, wo sie 1993 in italienischer Sprachwissenschaft den Titel Docteure ès Lettres (Prix Bally 1994) erhalten hat. Seit 2005 ist sie ordentliche Professorin für italienische Linguistik an der Universität Basel. Sie unterrichtete als Assistenzprofessorin an den Universitäten Neuchâtel und Genf, als assoziierte Professorin an der Universität Lausanne und als Gastprofessorin u. a. an den Universitäten von Siena, Krakau und Sevilla. Seit 2019 ist sie korrespondierende Akademikerin der Accademia della Crusca.
Von 2006 bis 2008 war sie Präsidentin der Internationalen Gesellschaft für italienische Linguistik und Philologie (SILFI); von 2011 bis 2015 Vizepräsidentin des Collegium Romanicum (Schweiz); von 2021 bis 2023 Vizepräsidentin der Gesellschaft für italienische Linguistik (SLI). Seit 2022 ist sie die Vertretende der Schweizer Lehrstühle für Italianistik im Vorstand des Forum per l’italiano in Svizzera. Sie ist Kodirektorin der Zeitschrift Lingua e stile, der Zeitschrift Studi Italiani di linguistica Teorica e Applicata und der Reihe Gli argomenti umani des Verlags Editrice dell'Orso. Sie ist Mitglied der wissenschaftlichen Ausschüsse mehrerer Zeitschriften, darunter CHIMERA: Romance Corpora and Linguistic Studies (seit 2014), Lingue e culture dei media (seit 2016), Lingua e testi di oggi. Linguistica, didattica, traduzione (seit 2019), Italiano a scuola (seit 2019), Ricognizioni. Rivista di lingue e letterature straniere (seit 2020).

## Forschung
Ihre Hauptforschungsinteressen liegen in den Bereichen der theoretischen Linguistik und der empirischen Linguistik: Textlinguistik, funktionale Grammatik, Linguistik der zeitgenössischen italienischen Varietäten, Schreibdidaktik. Was die Textlinguistik betrifft, hat sie ein theoretisches Modell der Textanalyse entwickelt, das als «Basler Modell» («Modello basilese») der schriftlichen Textualität bekannt ist. Im Bereich der Varietätenlinguistik hat sie sich mit der Sprache der Zeitungen und der Didaktik der Mathematik sowie mit dem institutionellen Italienisch der Schweiz befasst, wobei sie auf verschiedene Weise mit der Bundeskanzlei in Bern zusammengearbeitet hat. Sie leitete und leitet kollektive Forschungsprojekte des Schweizerischen Nationalfonds, darunter: La struttura informativa dell'enunciato scritto (2003–2007); Le strutture sintattiche dell'orale nell'italiano contemporaneo scritto (2007–2009); Le funzioni informativo-testuali della punteggiatura nell'italiano contemporaneo, tra sintassi e prosodia (2015–2018); La punteggiatura italiana in prospettiva diacronica: dallo standard al neo-standard, e dal Cinquecento al Novecento (2018–2020); L’italiano istituzionale svizzero: analisi, valutazioni, prospettive (2020–2024); La punteggiatura allo scoperto: dialogando con traduttori, insegnanti, studenti, scrittori, giornalisti, giuristi, operatori del web, editori, politici… (2022–2024). Sie hat an verschiedenen kollektiven Projekten mitgearbeitet, darunter Aspetti linguistici e testuali del parlato romanzo (2006–2010, Universität Florenz); La scrittura oggi, tra parlato e lingua mediata dalla rete. Aspetti teorico-descrittivi, diagnosi e interventi didattici (2011–2016, SUPSI Locarno); Italmatica. Comprendere la matematica a scuola, tra lingua comune e linguaggio specialistico (2018–2021, SUPSI Locarno).

## Veröffentlichungen

### Monographien
- Connessioni. Uno studio integrato della subordinazione avverbiale, Genève, Slatkine, 1995, pp. 477.
- Le ragioni del testo. Aspetti morfosintattici e interpuntivi dell’italiano contemporaneo, Firenze, Accademia della Crusca, 2003, pp. 300.
- Tipi di frase e ordine delle parole, Roma, Carocci, 2012, pp. 112.
- Linguistica del testo. Principi, fenomeni, strutture, Roma, Carocci, 2014, pp. 320 (prima ristampa 2016; seconda ristampa 2017).
- Che cos’è un testo, Roma, Carocci, 2019, pp. 143.
- Il testo scritto tra coerenza e coesione, Firenze, Cesati, 2022, pp. 120.

### Sammelbände
- Ferrari, Angela/Manzotti, Emilio (autori principali) 1994, Insegnare italiano: principi, metodi, esempi, Brescia, La Scuola, pp. 409.
- Ferrari, Angela (autrice principale) 2004, La lingua nel testo, il testo nella lingua, Torino, Istituto dell’Atlante Linguistico Italiano, pp. 219.
- Ferrari, Angela (autrice principale) 2005, Rilievi. Le gerarchie semantico-pragmatiche di alcuni tipi di testo, Firenze, Cesati, pp. 337.
- Ferrari, Angela (autrice principale) 2006, Parole frasi testi, tra scritto e parlato (= Cenobio LV/3), pp. 96.
- Ferrari, Angela (autrice principale) 2008, L’interfaccia lingua-testo. Natura e funzioni dell’articolazione informativa dell’enunciato, Alessandria, Edizioni dell’Orso, pp. 408.
- Ferrari, Angela/De Cesare, Anna-Maria (autrici principali) 2010, Il parlato nella scrittura italiana odierna. Riflessioni in prospettiva testuale, Bern, Peter Lang, pp. 268.
- De Santis, Cristiana/Ferrari, Angela/Frenguelli, Gianluca/Gatta, Francesca/Lala, Letizia/Mazzoleni, Marco/Prandi, Michele 2014, Le relazioni logico-sintattiche. Teoria, sincronia, diacronia, Roma, Aracne, pp. 212.
- Ferrari, Angela  (autrice principale) 2015, La interfaz lengua-texto. Un modelo de estructura informativa, Madrid, Biblioteca Nueva, pp. 341.
- Ferrari, Angela (autrice principale) 2018, La punteggiatura italiana contemporanea. Un’analisi comunicativo-testuale, Roma, Carocci, pp. 244.
- Ferrari, Angela (autrice principale) 2021, Strutture del testo scritto. Teoria, esercizi, Roma, Carocci, pp. 190. Con Letizia Lala e Luciano Zampese.
- Ferrari, Angela/Lala, Letizia 2021, Interpunzioni creative. Esempi letterari degli anni Duemila, Firenze, Cesati, pp.150.
- Ferrari, Angela/Pecorari, Filippo 2022, Le buone pratiche redazionali nei testi istituzionali svizzeri in lingua italiana, Firenze, Cesati, pp. 148. Con Filippo Pecorari.

### Grammatiken, Leitfäden, Wörterbücher
- Ferrari, Angela/Zampese Luciano 2000, Dalla frase al testo. Una grammatica per l’italiano, Bologna, Zanichelli, pp. 521. Con Luciano Zampese.
- Ferrari, Angela/Zampese, Luciano 2000, Spunti per una riflessione linguistica sulla frase e sul testo. Guida per l’insegnante, Bologna, Zanichelli, pp. 79.
- Ferrari, Angela/Zampese, Luciano 2016, Grammatica: parole, frasi, testi dell’italiano, Roma, Carocci, pp. 408 (terza ristampa 2018).
- Ferrari, Angela/Pecorari, Filippo 2023, Linguaggio inclusivo di genere. Guida all’uso inclusivo della lingua italiana nei testi della Confederazione, Cancelleria federale, pp. 42.
- Ferrari, Angela 2024, Dizionario di linguistica del testo a uso delle scienze umane, Roma, Carocci.

### Herausgeberschaften (seit 2020)
- Ferrari, Angela/Lala, Letizia/Pecorari, Filippo/Stojmenova Weber, Roska (a c. di) 2020, Capitoli di storia della punteggiatura italiana, Alessandria, Edizioni dell’Orso.
- Ferrari, Angela/Lala, Letizia/Pecorari, Filippo (a c. di) 2020, Accordi e disaccordi in rete: aspetti linguistici, comunicativi e psicosociali, in Lingue e Culture dei Media, 4, 2, (riviste.unimi.it).
- Ferrari, Angela/Banfi, Emanuele/Diadori, Pierangela (a c. di) 2021, Didattica della punteggiatura italiana a apprendenti giapponesi, coreani, vietnamiti, cinesi e arabi, Siena, Edizioni Università per Stranieri.
- Ferrari, Angela/Pecorari, Filippo (a c. di) 2021, (Nuove) prospettive di analisi dei connettivi, numero della rivista Studi italiani di linguistica teorica e applicata (SILTA).
- Ferrari, Angela/Lala, Letizia/Pecorari, Filippo (a c. di) 2022, L’italiano dei testi costituzionali. Indagini linguistiche e testuali tra Svizzera e Italia, Alessandria, Edizioni dell’Orso.
- Ferrari, Angela/De Cesare, Anna-Maria/Lala, Letizia/Pecorari, Filippo (a c. di) 2023, Forme della scrittura italiana contemporanea in prospettiva contrastiva. La componente testuale, Firenze, Cesati.
- Ferrari, Angela/Carlevaro, Annalisa/Evangelista, Daria/Lala, Letizia/Marengo, Terry/ /Pecorari, Filippo/Piantanida, Giovanni/Tonani, Giulia (a c. di) 2023, La comunicazione istituzionale durante la pandemia in Ticino, con uno sguardo ai Grigioni, Bellinzona, Edizioni Casagrande.
- Ferrari, Angela/Tonani, Giulia (a c. di) 2023, La punteggiatura perduta e ritrovata. Pensieri liberi di sette scrittori e scrittrici della Svizzera italiana, Firenze, Cesati.